# Tunnel of Love
Tunnel of Love är ett musikalbum av Bruce Springsteen, utgivet av Columbia Records den 9 oktober 1987. 

## Bakgrund
Skivan betraktas som ett skilsmässoalbum, då flera låtar handlar om problem i relationen mellan män och kvinnor. 
Efter releasen av liveboxen 1975-85 började Springsteen en ny serie solobaserade hemmastudiosessioner, i vardagsrummet i Carriage House, en liten lägenhet med två sovrum över ett garage i hans hem i Rumson, New Jersey. Den 20 januari 1987 startade inspelningarna som skulle utgöra grunden för Tunnel Of Love-albumet. Walk Like a Man och Spare Parts var de första låtarna som spelades in. Under veckorna och månaderna som följde spelade Springsteen ensam in låt efter låt, allt på Nebraska-manér. Han skulle så småningom be några av medlemmarna från E Street Band att bidra med pålägg för att fylla i inspelningarna.
När sessionerna sträckte sig mot april verkade hans karaktärer i låtarnas texter fångade, tvingade att göra samma val varje dag samtidigt som de blev alltmer infekterade av självtvivel och frestelser.  Den inledande Ain't Got You var en naken uppgörelse med berömmelsen och kärleken. Cautious Man: Texten, som är en hyllning till Robert Mitchums karaktär i filmen Trasdockan, handlar om en make som varje dag väljer att motstå frestelser, i vetskap om att han så småningom kommer att bestämma sig för någonting annat. Two Faces: En Lou Christie-hyllning om en man som dagligen brottas med sina inre demoner. 
I slutet av april 1987 separerade Springsteen och hans första fru Julianne Phillips. En månad senare flög han, tillsammans med Toby Scott och managern Jon Landau, till Los Angeles och fick sällskap i A&M Studios av Bob Clearmountain och Chuck Plotkin. Clearmountain mixade de inspelade spåren i studio B, medan Scott och Springsteen spelade in One Step Up i studio D. Det då namnlösa albumet, som även inkluderade låten Lucky Man, skulle ersättas av ett kommande titelspår, den sista låten som spelades in till albumet var låten Tunnel of Love.
När albumet släpptes i oktober 1987, fick Tunnel of Love kritikerros för sitt introspektiva innehåll. Springsteen skulle fortsätta att skriva om kärlek och relationer under de kommande åren, men sällan skulle han göra det med så stark känslomässig ärlighet som han gjorde på Tunnel of Love.
Albumet blev Springsteens tredje listetta i USA, efter The River och Born in the U.S.A. I grund och botten är Tunnel of Love ett  soloalbum som har en folklig känsla, även om den är melodisk och lättillgänglig. Det övervägande akustiska tillvägagångssättet och den väsentliga frånvaron av E Street Band, och deras ackompanjerande saxsolon och pianoarpeggion, till förmån för subtila synthesizers och mer skonsamma slagverk var avgjort annorlunda för Springsteen. Det ledde honom på vägen mot vad författaren Marc Dolan, i Bruce Springsteen and the Promise of Rock and Roll, kallade en avsiktlig "rensning" av sin publik, från dess gigantiska Born in the USA-proportioner till ett mer hanterbart antal som var villiga att följa honom på mer oväntade vägar.
Världsturnén "Tunnel of Love Express Tour" nådde Sverige och Stockholms Stadion för två spelningar, den 2 och 3 juli 1988. Turnén var den sista, fullskaliga med E Street Band på elva år. Under turnén tog Patti Scialfa allt större plats, ofta centralt placerad runt Springsteen, något som ledde till rykten om att Springsteens äktenskap med Phillips var över. I augusti 1988 ansökte Philips om skilsmässa, och Springsteen gifte sig därefter med Scialfa 1991.

## Låtlista
Samtliga låtar skrivna av Bruce Springsteen.
1. "Ain't Got You" – 2:11
2. "Tougher Than the Rest" – 4:35
3. "All That Heaven Will Allow" – 2:39
4. "Spare Parts" – 3:44
5. "Cautious Man" – 3:58
6. "Walk Like a Man" – 3:45
7. "Tunnel of Love" – 5:12
8. "Two Faces" – 3:03
9. "Brilliant Disguise" – 4:17
10. "One Step Up" – 4:22
11. "When You're Alone" – 3:24
12. "Valentine's Day" – 5:10

## Medverkande
- Bruce Springsteen - Sång och alla instrument, förutom
- Max Weinberg - trummor, percussion på (2, 4, 6, 7, 9)
- Garry Talent - bas på (4)
- Danny Federici - orgel på (2, 4, 9)
- Roy Bittan - synthesizer på (7), piano på (9)
- Nils Lofgren – Gitarr på (7), kör på (11)
- James Wood – harmonica på (4)
- Patti Scialfa – kör på (7, 10, 11)
- Clarence Clemons – kör på (11)